# Eukoenenia strinatii
Eukoenenia strinatii — вид павукоподібних ряду Кененії (Palpigradi).

## Поширення
Вид є ендеміком Італії. Мешкає лише у печері Боссея на півночі країни у муніципалітеті Фрабоза-Сопрана у регіоні П'ємонт.

## Опис
Розмір тіла сягає 2 мм завдовжки